# رتم شائع
الرتم  الشائع (باللاتينية: Retama raetam) نوع نباتي ينتمي إلى جنس الرتم من الفصيلة البقولية.

## الوصف
شجيرة يبلغ طولها المترين، فروعها بحرية اللون، نادرًا ماتورق أو عديم الأوراق، فروعها مشيقة جدًا، علدانية الشكل. أزهارها عناقيد طرفية، مُتباعدة على الفروع. الكأس مُحمرًة اللون. التاج أبيض الثمرة قرن بيضانّي منحنٍ.
سيقانه الجانبية خضراء رفيعة مستديرة تؤدي وظيفة التمثيل الكربوني عوضًا عن الأوراق.

## البيئة والانتشار
موطنها شمال إفريقيا من الصحراء الغربية إلى السودان وصقلية وفلسطين وشبه جزيرة سيناء والمملكة العربية السعودية، وجُنس على نطاق واسع في أماكن أخرى.

## مرادفات للاسم العلمي
- (باللاتينية: Genista raetam Forssk.)
- (باللاتينية: Retama duriaei (Spach) Webb)